# Porvenir (Pando)
Porvenir ist eine Landstadt im Departamento Pando im Tiefland des südamerikanischen Anden-Staates Bolivien.

## Lage im Nahraum
Porvenir ist zentraler Ort des Municipios Porvenir in der Provinz Nicolás Suárez und liegt auf einer Höhe von 222 m. Die Stadt liegt zehn Kilometer Luftlinie südlich der Grenze zu Brasilien am linken Ufer des Río Tahuamanu, der in seinem weiteren Verlauf den Namen Río Orthon trägt und in den Río Beni mündet.

## Geographie
Porvenir liegt im bolivianischen Teil des Amazonasbeckens, nordöstlich vorgelagert den Ausläufern der peruanischen Cordillera Oriental im feucht-heißen tropischen Klima der Äquatorialzone.
Die mittlere Durchschnittstemperatur der Region liegt bei knapp 26 °C und schwankt sowohl im Jahres- wie im Tagesverlauf nur unwesentlich, nur in den trockenen Wintermonaten von Juni bis August liegt sie aufgrund der nächtlichen Wärmeabstrahlung bei offener Wolkendecke geringfügig niedriger (siehe Klimadiagramm Porvenir). Der Jahresniederschlag beträgt etwa 1.900 mm und weist während der Regenzeit über mehr als die Hälfte des Jahres Monatswerte zwischen 150 und 300 mm auf, nur in der kurzen Trockenzeit von Juni bis August sinken die Niederschläge auf Monatswerte unter 50 mm.

## Verkehrsnetz
Porvenir liegt in einer Entfernung von 33 Straßenkilometern südlich von Cobija, der Hauptstadt des Departamentos.
Von Cobija führt die asphaltierte Nationalstraße Ruta 13 in südlicher Richtung bis Porvenir und von dort aus weiter in östlicher Richtung über weitere 337 Kilometer bis El Triangulo im Departamento Beni, wo sie auf die nord-südlich verlaufende Ruta 8 von Guayaramerín nach Rurrenabaque trifft.
Porvenir ist gleichzeitig Anfangspunkt der gut 900 Kilometer langen Ruta 16, die über Chivé nach Süden führt und weiter nach Ixiamas und Apolo geführt werden soll.

## Bevölkerung
Die Einwohnerzahl des Ortes ist in den vergangenen beiden Jahrzehnten auf mehr als das Dreifache angestiegen:
| Jahr | Einwohner | Quelle       |
| ---- | --------- | ------------ |
| 1992 | 910       | Volkszählung |
| 2001 | 1730      | Volkszählung |
| 2012 | 4267      | Volkszählung |
| 2024 |           | Volkszählung |

## Massaker von Porvenir
Am 11. September 2008 wurden sieben Kilometer nördlich von Porvenir bei einem Protestmarsch von Kleinbauern 30 Menschen durch Heckenschützen erschossen. Die Bauernfamilien schickten sich gerade an, eine Brücke zu überqueren, als sie aus dem Hinterhalt und aus Baumgipfeln mit automatischen Waffen beschossen wurden. Hintergrund der eskalierten Gewalt war der anhaltende Konflikt zwischen der bolivianischen Zentralregierung unter Präsident Evo Morales und den auf Autonomie drängenden Provinzregierungen des „Media Luna“ im Tiefland. Die Regierung wirft Leopoldo Fernández, dem Präfekten des Departements vor, für die Bildung paramilitärischer Hundertschaften verantwortlich zu sein, die für das Massaker von Porvenir verantwortlich zeichneten, und ordnete seine Verhaftung an.